# Palazzo Vescovile (Grosseto)
Il Palazzo Vescovile, già palazzo Ariosti, è un edificio del centro storico di Grosseto, situato lungo corso Carducci. È sede degli uffici e della curia della diocesi di Grosseto.

## Storia
L'edificio risale al XVIII secolo e fu proprietà dei conti Ariosti. Negli anni 1778-1780 il conte Alfonso Ariosti vendette il palazzo a Mario Nerucci, di una nobile famiglia amiatina. Il vescovo Fabrizio Selvi, che intendeva dotare la diocesi di Grosseto di un nuovo e dignitoso palazzo vescovile, acquistò l'edificio da Nerucci il 20 novembre 1803 cedendo a sua volta il palazzetto Gigli, vecchio episcopio situato di fianco alla cattedrale di San Lorenzo. Pochi anni dopo, il vescovo Selvi ospitò presso il nuovo palazzo vescovile il granduca Leopoldo II di Lorena e la granduchessa Anna Maria di Sassonia, come ricordato da un'epigrafe.
Durante il periodo di sede vacante (1858-1867) all'indomani dell'annessione del Granducato di Toscana al Regno di Sardegna, l'edificio servì da prima sede della Biblioteca Chelliana, inaugurata dal canonico  Giovanni Chelli nel 1860.
Il palazzo venne ristrutturato e decorato durante l'episcopato del vescovo Giovanni Battista Bagalà Blasini (1876-1884), il quale fece dipingere nella sala principale tutti gli stemmi dei vescovi di Roselle e di Grosseto. Tra il 1927 e il 1928, monsignor Gustavo Matteoni ampliò l'edificio, rialzandone una parte, e restaurò la facciata sul corso principale.
Il palazzo vescovile venne danneggiato durante la seconda guerra mondiale da un bombardamento aereo avvenuto il 29 novembre 1943, e fu ristrutturato tra il 1948 e il 1951 su iniziativa del vescovo Paolo Galeazzi, con conseguente perdita di numerose decorazioni interne, tra cui il sopracitato ciclo di affreschi con gli stemmi gentilizi dei vescovi. Ulteriori lavori di restauro e ristrutturazione degli spazi interni avvennero tra il 1961 e il 1967. Un intervento di restauro conservativo dell'edificio è stato effettuato durante l'episcopato di Angelo Scola (1991-1995).

## Descrizione
Il Palazzo Vescovile si presenta in stile neoclassico, con il prospetto principale che si affaccia lungo il corso, delimitando un piccolo cortile interno assieme alle facciate laterali degli edifici contigui e alla facciata propriamente detta del palazzo stesso. La facciata che si affaccia su Corso Carducci presenta il portale d'ingresso centrale chiuso in alto da un arco a tutto sesto, sopra il quale si sviluppano due cordonature orizzontali a diversi livelli che racchiudono lo stemma del vescovo in carica. Sopra di esso, si sviluppa un coronamento decorativo intermedio che dà appoggio allo stemma monumentale del vescovo Paolo Galeazzi, collocato al centro della parte superiore della facciata, la cui parte apicale termina con una cornice che sporge leggermente dal corpo di fabbrica. Nell'insieme, la facciata risulta tripartita da due coppie di lesene che si sviluppano verticalmente lungo l'intera altezza della facciata.
All'interno, nell'appartamento del vescovo sono conservate quattro stanze, definite "stanze leopoldine", con soffitti affrescati riconducibili al XVIII secolo; in uno degli affreschi è dipinto lo stemma degli Ariosti. Nella cappella, invece, il soffitto presenta al centro un oculo a trompe-l'œil con la glorificazione della famiglia Ariosti, mentre, nelle altre sale, si segnalano una Allegoria della prudenza, sempre della fine del XVIII secolo, e una Madonna col Bambino e cherubini sette-ottocentesca, ridipinta agli inizi del XX secolo dallo stesso vescovo di Grosseto, Ulisse Carlo Bascherini, pittore amatoriale e autore di altre opere pittoriche conservate negli uffici della curia.